# Loeskeobryum brevirostre
Loeskeobryum brevirostre là một loài Rêu trong họ Hylocomiaceae. Loài này được (Brid.) M. Fleisch. mô tả khoa học đầu tiên năm 1925.